# Trachelophanes puberulus
Trachelophanes puberulus är en skalbaggsart som först beskrevs av Louis Alexandre Auguste Chevrolat 1855.  Trachelophanes puberulus ingår i släktet Trachelophanes och familjen långhorningar.
Artens utbredningsområde är Nigeria. Inga underarter finns listade i Catalogue of Life.